# Парадокс на Ферми
Парадокс на Ферми се нарича противоречието между голямата вероятност за съществуване на извънземни цивилизации и липсата на доказателства за контакт с такива цивилизации.
Според някои хора възрастта на Вселената и нейната големина подсказват, че животът трябва да е често срещан. Енрико Ферми се пита защо при такава голяма вероятност за съществуването на множество извънземни цивилизации в галактиката Млечен път не са намерени никакви доказателства.
| „ | Размерът и възрастта на Вселената предполагат съществуването на много технологично напреднали извънземни цивилизации. Обаче това убеждение е в противоречие с липсата на доказателства, които да го подкрепят. | “ |

Има много опити за разрешаването на парадокса на Ферми, като се започне от търсенето на доказателства за съществуването на извънземни цивилизации и се стигне до предложения, че е възможно да съществува такъв живот без знанието на човечеството. Съществуват и други предложения, като това, че не съществува интелигентен извънземен живот или съществува много рядко, като по този начин става невъзможен за откриване от човечеството.

## Уравнението на Дрейк
Най-близко свързаната теория с парадокса на Ферми е уравнението на Дрейк. То е формулирано от д-р Франк Дрейк през 1960 г. Уравнението включва скоростта на формиране на звездите; броя на звездите с планети и размера на обитаемата зона; броя на планетите, на които се е зародил живот и разум; и накрая продължителността на съществуване на тези цивилизации.

## Хипотеза за рядката Земя
Хипотезата за рядката Земя се опитва да разреши парадокса на Ферми, заявявайки, че планети, подобни на Земята, не са често срещани, а по-скоро са необичайни.

## Теоретично обяснение на парадокса
Някои теоретици смятат, че липсата на доказателства за съществуване на извънземни цивилизации означава, че няма извънземни. Други предлагат теории, с които може да се обясни мълчанието на извънземните цивилизации, без да се изключва възможността за тяхното съществуване.

### Те не съществуват ...
Най-простото обяснение е, че хората са сами във Вселената. Съществуват няколко теории, обясняващи защо разумният живот е или много рядко срещан, или съществува за много кратко време.

#### ... и никога не са съществували
Тези, които не вярват в съществуването на разумен извънземен живот, смятат, че условията, нужни за еволюцията на сложни форми на живот, са редки или дори уникални за Земята. Докато някои хора смятат, че сложните форми на живот могат да еволюират чрез други механизми, различни от тези на Земята, фактът, че през дългата история на Земята само един вид е успял да развие цивилизация до точката, в която радиотехнологиите и пътуванията в Космоса са възможни, говори, че технологично развитите цивилизации във Вселената може да се срещат много рядко.
Появата на разум може да е била случайна. Например Джефри Милър смята, че човешкият интелект се дължи на полов отбор, поел по непредвидим път. Обратно, други автори като Стивън Пинкър (Как работи умът) смятат, че еволюцията на живота, достигнала определена граница, винаги произвежда интелигентни същества.
Според друга теория, дори условията за зараждането на живота да са често срещани във Вселената, възникването му може все пак да се окаже изключително рядко явление. Животът е сложна система от вещества, способни да се възпроизвеждат чрез набавяне на всички основни компоненти от околната среда и чрез получаване на енергия в такава форма, която може да поддържа биохимичните реакции (и първоначалната абиогенеза).

#### ... защото негостоприемната Вселена унищожава разумния живот
Възможно е животът да се заражда и на други места, но събития като ледникови епохи, сблъсъци на метеорити и астероиди и други катастрофи да пречат на живота да еволюира. Дори ако условията за развитие на живот са налице не само на Земята, възможно е такива катастрофи периодично да унищожават живота. Даже ако съществуват благоприятни условия достатъчно дълго, за да се развие разумен живот, този живот може също да бъде унищожен от космически събития (избухване на свръхнова или проблясъци на гама-лъчи).

#### ... защото е в природата на разумния живот да се самоунищожава
Възможно е цивилизациите да се самоунищожават, преди или малко след като са развили радиотехнологиите и способността да извършват космически полети. Възможни причини за унищожението може да са ядрена война, биологично оръжие или случайно заразяване, нанотехнологична катастрофа или демографска катастрофа след влошаване на екосферата на планетата. Съществуват аргументи, според които краят на човечеството може да настъпи скоро. През 1966 г. Карл Сейгън и Йосиф Шкловски правят предположение, че технологично развитите цивилизации или ще се самоунищожат до един век след развитието на възможността за междузвездна комуникация, или ще овладеят склонността към самоунищожение и ще просъществуват още милиарди години.
От друга гледна точка, самоунищожението може да е част от еволюционния процес. Видовете се борят за ресурси и стават по-агресивни. Има предположения, че е вероятно извънземните да са суперхищник, какъвто е и Хомо сапиенс.

#### ... защото е в природата на разумния живот да унищожава други
Възможно е интелигентни същества, достигнали определена граница на технологично развитие, да унищожат други интелигентни същества. През 1981 г. космологът Едуард Харисън предполага, че интелигентни същества, преодолели склонността си към самоунищожение, ще виждат другите същества като вирус.
От тези теории възниква въпросът: ако съществуват такива цивилизации, защо човечеството все още съществува? Възможен отговор е, че сме прекалено маловажни, за да бъдем унищожени от напреднали извънземни цивилизации.

#### ... защото хората са единствените сътворени разумни същества
Въпреки че не може да се провери по научен път, широко разпространена е вярата, че Бог е създал човечеството като единствен разумен живот във Вселената.

### Те съществуват ...
Възможно е да съществуват технологично развити извънземни цивилизации, но хората да не могат да си разменят съобщения с тях поради различни причини — голямо разстояние или голяма разлика в развитието на технологията; защото са прекалено различни от нас; или защото човечеството отрича доказателствата, че те са тук сред нас.

#### ... но комуникацията е невъзможна поради голямо разстояние

##### Интелигентните цивилизации са разделени на много голямо разстояние в пространството
Възможно е да съществуват цивилизации, но да са твърде далече, за да осъществим успешна двустранна комуникация. Ако две цивилизации са разделени от няколко хиляди светлинни години, има възможност едната от тях да изчезне, преди да се осъществи успешен контакт. Хората може и да открият тяхното присъствие, но комуникацията ще остане невъзможна поради голямото разстояние.

##### Интелигентните цивилизации са разделени на много голямо разстояние във времето
Според времето на съществуване на разумен живот на Земята, периодът, през който е възможна комуникация, е много малък. Напреднали цивилизации може да се появяват и изчезват из цялата Вселена, но вероятността да съществуват две интелигентни цивилизации по едно и също време е много малка. Възможно е да са съществували интелигентни цивилизации преди зараждането на разума на Земята, възможно е да съществуват и след неговото изчезване, но е твърде вероятно човечеството да е единствената интелигентна цивилизация сега.
Възможно е да се открият археологически паметници, оставени от изчезнали цивилизации чрез космически изследвания, но тази възможност е по-малко вероятна от откриването на процъфтяваща извънземна цивилизация.

##### Междузвездните полети са прекалено скъпи
Извънземни цивилизации биха колонизирали други звезди само ако междузвездното пътуване е осъществимо. Според сегашното ни разбиране на физичните закони не може да се пътува по-бързо от светлината, но няма големи теоретични бариери за конструирането на „бавни“ междузвездни кораби.
Въпреки това за такова рисковано начинание ще са нужни големи количества материали и енергия и е много вероятно една такава цивилизация да не може да си го позволи.

##### Хората не са търсили достатъчно дълго
Възможността на човечеството да намира и комуникира с интелигентни извънземни форми на живот съществува от 1937 г. с изобретяването на радиотелескопа. Периодът, през който е съществувало човечеството (около 200 000 години), е много малък в космически план, а радиопредавания съществуват от 1895 г. Може би хората нито са търсили, нито са съществували достатъчно дълго, за да намерят следи от извънземен живот и разум.
Преди един милион години не е имало никакви хора, с които извънземни посланици биха могли да се срещнат. С всяка стъпка назад във времето има все по-малко признаци, че на Земята ще се развие разумен живот. Дори извънземни пратеници да са ни посещавали и в по-скорошни времена, първите хора може да са ги объркали със свръхестествени същества.

#### ... но комуникацията е невъзможна поради технически причини

##### Хората не слушат правилно
Извънземните може да използват честоти, за които нашите учени не са предполагали, че ще бъдат използвани за пренос на сигнали, или честоти, които не могат да преминат през нашата атмосфера. Сигнали може да се излъчват от по-рядко наблюдавани звезди.
Големи проблеми при търсенето на извънземни цивилизации са недостатъчните ресурси на SETI и чувствителността на съвременните уреди. За да се засече един сигнал, е нужно детекторите да слушат на правилните честоти и да са насочени към тази част от небето, откъдето идва сигналът.
За да бъдат уловени радиопредаванията на извънземни цивилизации, са нужни по-модерни уреди или случайно стечение на обстоятелствата: радиопредаванията, излъчвани от извънземните, да са много по-силни от нашите; някоя от програмите на SETI да слуша на правилните честоти и в правилния регион на Космоса; или извънземните да изпращат към нас по-фокусирани трансмисии, като съобщението Аресибо.

##### Цивилизациите излъчват доловими радиосигнали само за кратък период
Възможно е извънземните цивилизации да излъчват радиосигнали за кратък период, което значително намалява вероятността за улавянето на такъв сигнал. Има две обяснения за това: цивилизациите надрастват радиотехнологията или изчерпват ресурсите си и прекратяват предаването.

##### Те са в технологична сингулярност
Друга възможност е извънземните цивилизации да са в технологична сингулярност или да са придобили постчовешки вид. Теоретично такива цивилизации може да са се променили толкова много, че разбирането между нас и тях да се окаже невъзможно. Възможно е те да не се интересуват от общуване с човечеството, тъй като информацията, с която то може да ги снабди, е прекалено елементарна за тях.
Има най-различни представи за такива цивилизации, най-вече във фантастиката: същества, които се освобождават от физическата си форма, създават изкуствена среда, пренасят съзнанието си в нея и спират да се интересуват от реалния свят.

#### ... и са избрали да не комуникират

##### Земята е нарочно изолирана (хипотезата за зоопарка)
Възможно е извънземните цивилизации да не искат да общуват с човечеството, дори и да имат технологията за това. Земята може да е наблюдавана и изучавана от напреднали цивилизации или да е запазена в изолиран район. Мотивацията за това може да е етическа (самостоятелно развитие на човечеството) или стратегическа (извънземните не искат да бъдат засечени, с цел да не бъдат унищожени от други цивилизации).
Подобна е и идеята за симулирана реалност, в която ние сме сами: други същества може да са създали симулирана вселена, в която живеем ние.

##### Те са прекалено различни
Душевността на извънземните може да е прекалено различна от нашата, за да можем да се разбираме взаимно. Те може да не разбират самата представа за общуване с други същества. Човешките езици, математика, инструменти може да са характерни само за Земята и да не се срещат никъде другаде.

#### ... и са тук сред нас незабелязани
Възможно е разумният живот не само да съществува, но и да е вече тук, на Земята. Не са забелязани, защото не искат да бъдат или защото хората нямат нужната технология, или защото обществото отказва да приеме съществуващите доказателства.
Цивилизация, напреднала достатъчно, за да може да пътува до Земята, би трябвало да има технология, с която да остане незабелязана, докато провежда изследванията.
Мнозина уфолози смятат, че обществото неоснователно отхвърля доказателствата за извънземно присъствие на Земята: отвличания от извънземни, наблюдения на НЛО и близки срещи. Други използват сложни теории за конспирации, за да твърдят, че извънземното присъствие е прикрито от политическия елит.